# District central d'Oulu
Le District central d'Oulu (en finnois : Keskustan suuralue) est un district de la ville d'Oulu en Finlande.

## Description
Le district a 19 744 habitants (1.1.2013)
et 18 302 emplois (31.12.2009).

## Circulation
Les rues les plus importantes de la zone métropolitaine sont, quant au trafic, Puistokatu, Saaristonkatu, Heikinkatu, Linnankatu et Kajaaninkatu dans le sens est-ouest.
Dans le sens nord-sud, le trafic est principalement concentré dans les rues Uusikatu, Isokatu, Torikatu et Aleksanterinkatu.
Les routes et les rues les plus importantes menant au district sont les ponts de Merikoski et la voie Tulliväylä au nord, Kajaanintie et Kainuuntie à l'est et la route régionale 847 au sud.
Saaristonkatu relie le centre-ville directement à la route nationale 22 et à la route nationale 4 , qui passe à l'est du district.
La route nationale 20 est accessible par la route nationale 4 ou par la Tulliväylä.

## Lieux et monuments

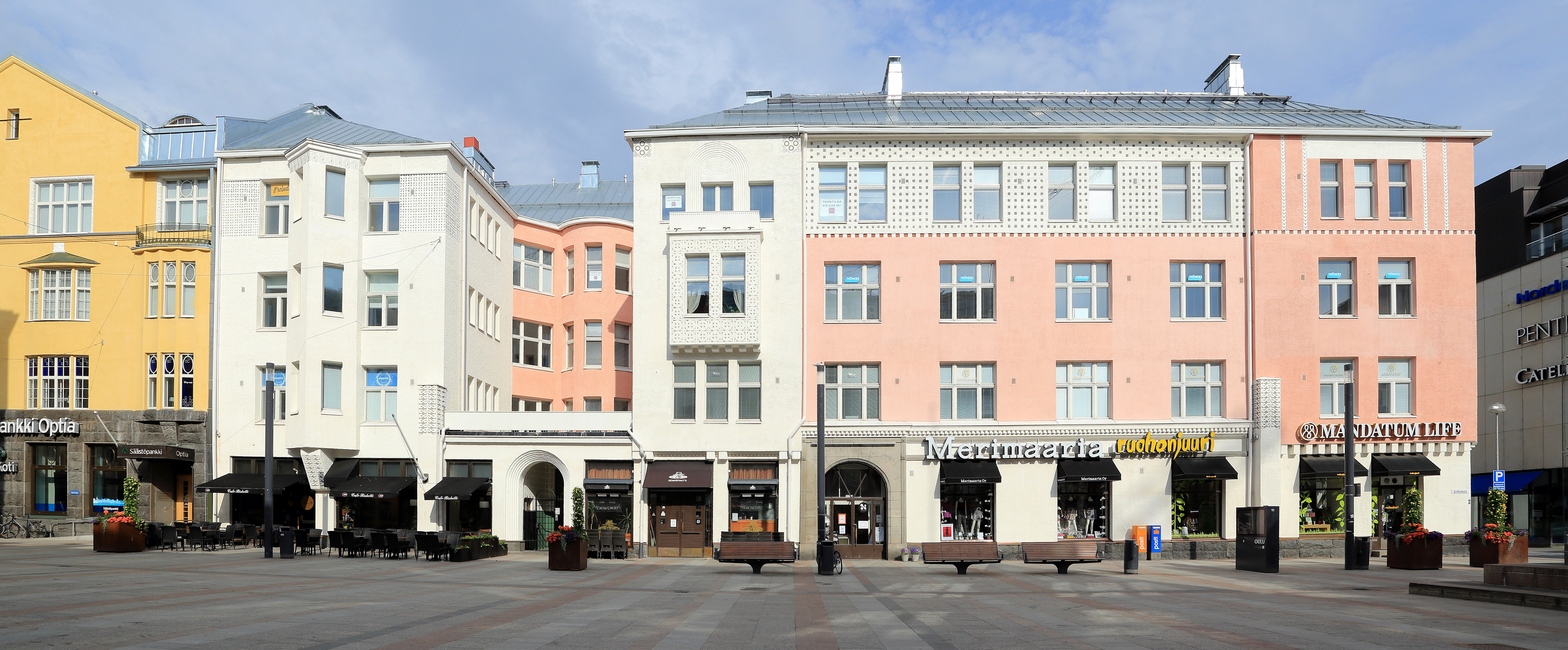
Maison Pallas.
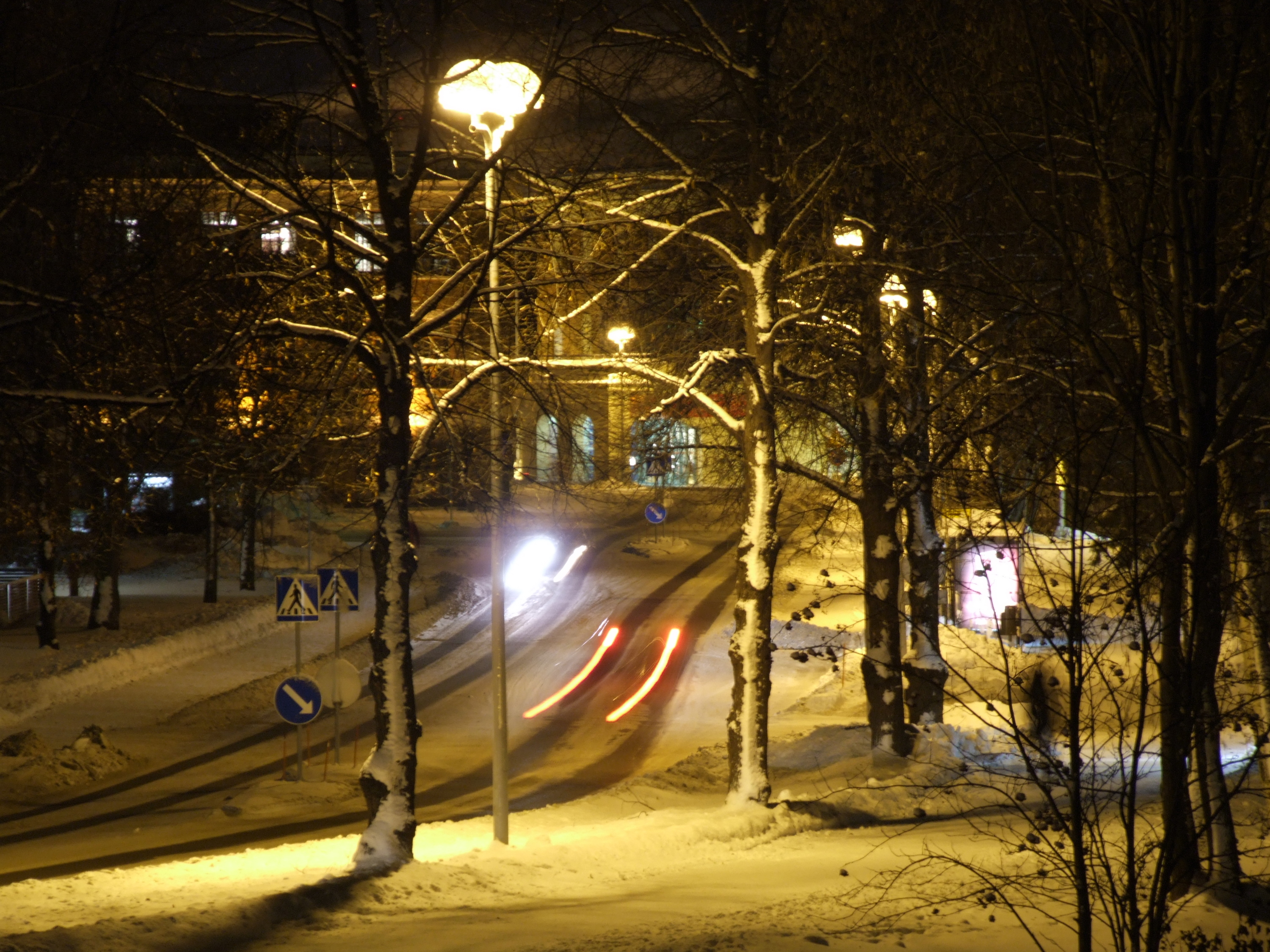
Rue Kasarmintie
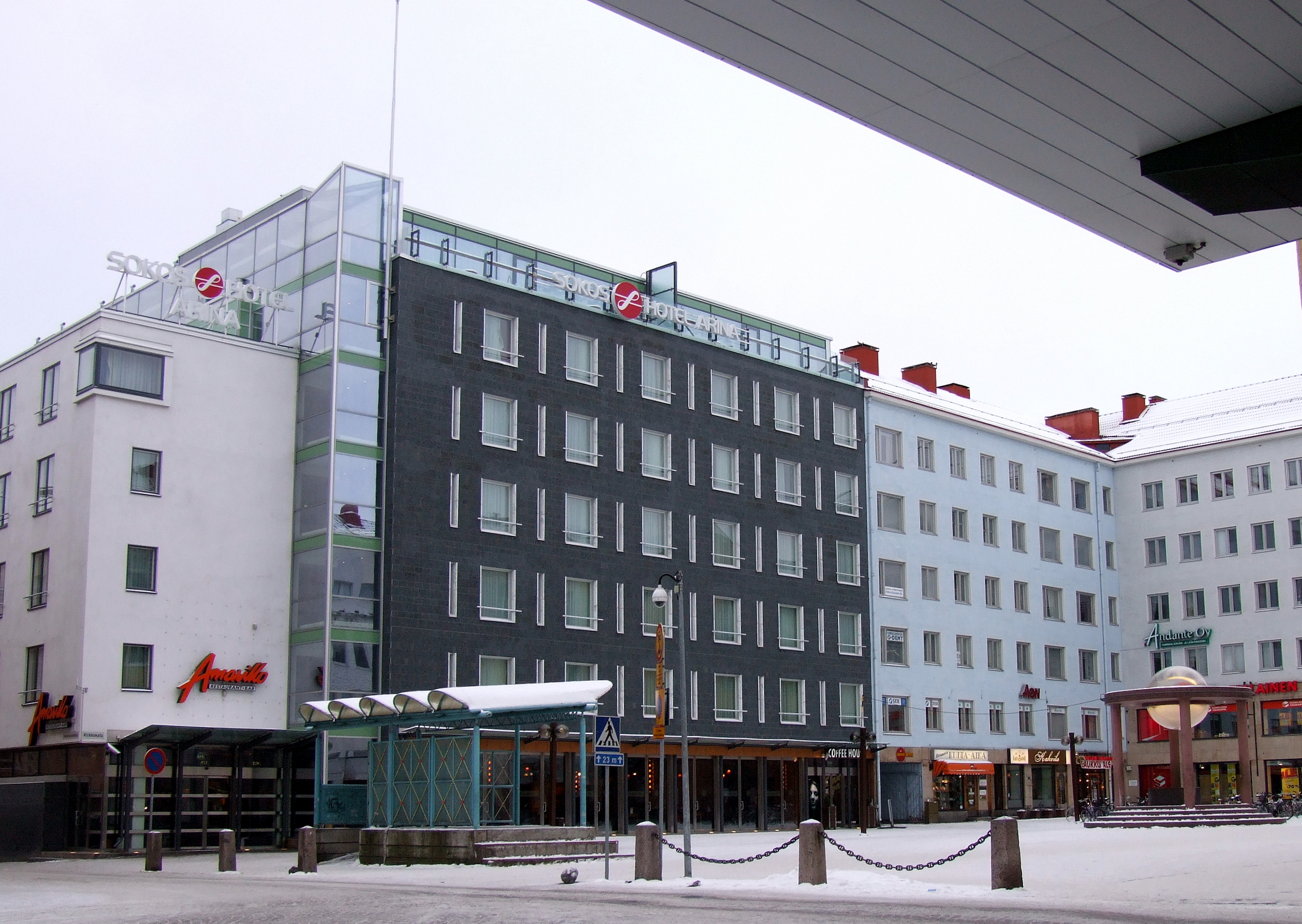
La place centrale d'Oulu.
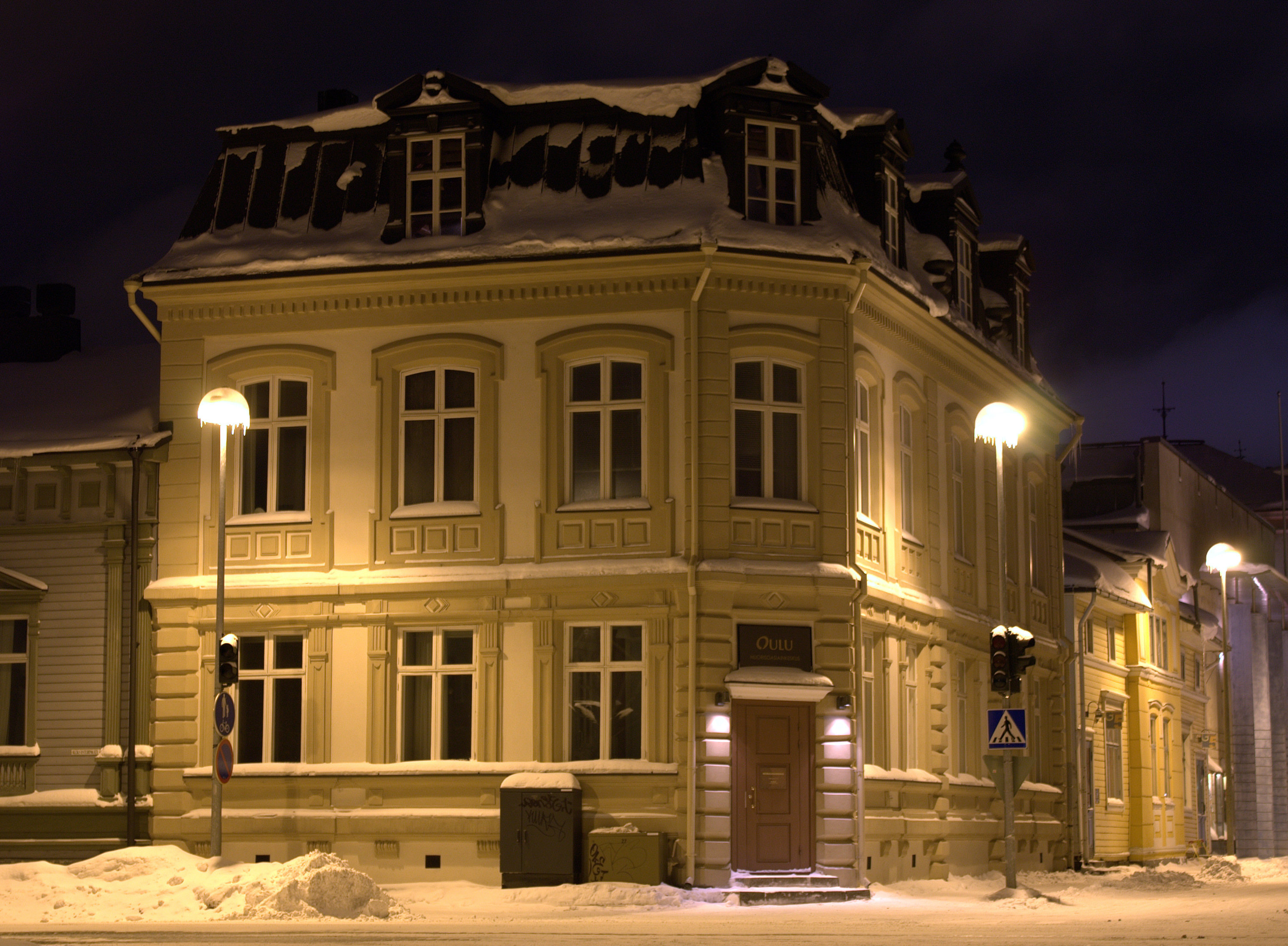
Hallituskatu 5a.
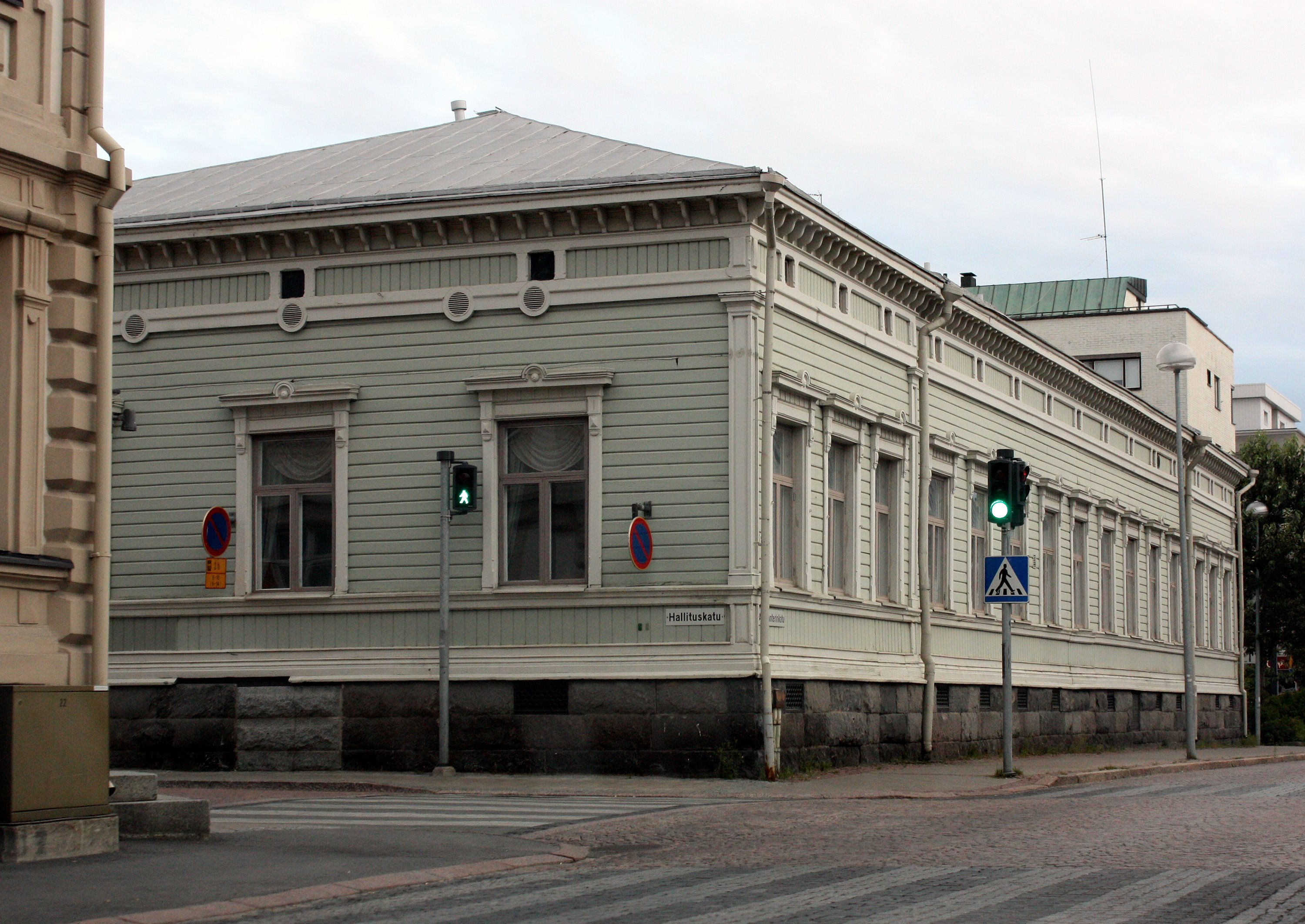
Aleksanterinkatu 9.
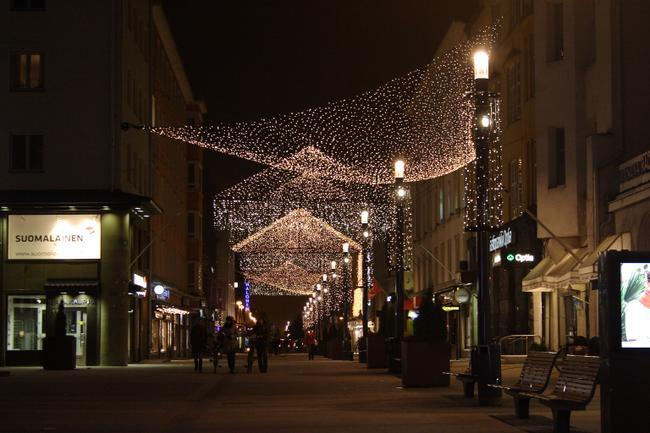
Rotuaari, Noël 2005.

## Transports

### Transports routiers
S'agissant du trafic, les rues principales du centre-ville sont Puistokatu, Saaristonkatu, Heikinkatu, Linnankatu et Kajaaninkatu, dans la direction est-ouest. 
La circulation nord-sud est principalement concentrée dans Uusikatu, Isokatu, Torikatu et Aleksanterinkatu.
Les moyens d'accès principaux au centre-ville sont les ponts Merikoski et Tulliväylä au nord, les rues Kajaanintie et Kainuuntie à l’est et la route régionale 847 au sud. 
Saaristonkatu relie le centre-ville directement à la valtatie 22 et à la valtatie 4. 
La valtatie 20 est accessible par la valtatie 4.

### Transports ferroviaires
La gare ferroviaire et la gare routière sont situées à l’est du district central au bord du chemin de fer Ostrobothnien. Il existe des liaisons directes quotidiennes en train vers Rovaniemi, Pieksämäki et Helsinki.
La gare d'Oulu et la gare routière de Oulu sont une intersection où se croisent les lignes Seinäjoki-Oulu, Oulu-Tornio et Oulu-Kontiomäki. 
La gare ferroviaire est également l'un des carrefours de fret les plus importants du nord de la Finlande.